# Рамануджа
Раману́джа (гінді रामानुज) — індійський релігійний реформатор, філософ, гуру індуїзму, ачар'я-засновник вайшнавської школи шрі-сампрадая. Рамануджа був засновником школи, відомої в індійській філософії під назвою «вішішта-адвайта веданта» (visistadvaita-vedanta), тобто «веданта обмеженої недвойственності». Філософія Рамануджі — це творча і конструктивна спроба систематизувати вчення упанішад, Бхагавадгити і Брахма-сутр. Його головна заслуга полягає в пом'якшенні крайнощів монізму і теїзму.

## Біографія
Народився в Південній Індії, в селі Шріперумбудур, в брахманській сім'ї. Рамануджа був учнем Ядавапракаші, який за однією версією був ведантистом, за іншою — послідовником доктрини «бхеда-абхеда», що сходить до Бхаскара, одного з перших критиків Шанкарачар'ї. Провчившись деякий час у Ядавапракаші, Рамануджа залишає його, щоб примкнути до альварів — тамільських поетів-святих, які проповідують культ бгакті. Вони поклонялися Вішну і дотримувалися теїстичної інтерпретації Упанішад. Найближчим за часом до Рамануджі альваром був Алавандар, більш відомий як Ямуначар'я (10-11 ст.). Рамануджа був племінником учня Ямуни — Махапурни, завдяки якому, ймовірно, він і був прийнятий в общину шрівайшнавів. П'ять учнів Ямуни наставляли його в п'яти аспектах його вчення, і один з них 18 разів викликав до себе Рамануджа перед тим, як розкрити йому сенс основної ритуальної мантри громади. Очоливши шрівайшнавів Шрірангама, Рамануджа розлучився з дружиною, вирішивши присвятити себе цілком громаді. Протягом свого довгого життя він перебудував у центральному храмі в Шрірангамі, переконав адептів в інших храмах прийняти більш «ортодоксальний» ритуал, заснував нову міжкастову громаду, побував на півночі, в Кашмірі (з яким був пов'язаний і Ямуна), де вивчав стародавні трактати, склав нові трактати. Рамануджі довелося ховатися від переслідувань шіваїтського царя імперії Чола в Майсорі. Там він досяг чималих успіхів, звернувши, судячи з напису, що датується 1098, майбутнього місцевого царя Бітті Деву (згодом Вішнувардхана).
Решту життя Рамануджа прожив у храмі на священому острові Шрірангам, де помер, за легендою, у віці 120 років у 1137 році.
Основні твори Рамануджи — «Шрібхаш'я», коментар до Брахма-сутри; «Гітабхаш'я», коментар до Бхагаватгіти; трактати «Веданта-сара» (сутність Веданти), «Веданта-діпа» (світло Веданти) і «Ведартха-санграха» (збори висловів про сенс Вед).

## Філософія
Рамануджа, спираючись на потрійний канон Веданти (Упанішади, Брахма-сутри, Бхагавадгіта), у своїй філософії досліджував природу вищої реальності — Брахман. Він вважав, що Брахман — це те ж саме, що і Бог, зближуючи тим самим крайності монізму і теїзму. Світло, що виходить із Брахмана, повинне бути так само реальне, як і сам Брахман, вважав він, піддаючи тим самим критиці твердження адвайта-веданти про Майї, ілюзорність світу. Для Рамануджі єдність Брахмана вже містить в собі різноманіття світу, і навпаки, з різноманіття світу випливає єдність Брахмана.
Рамануджа визнавав однаково реальними і Брахмана, і Бога, і численні душі, і матерію.
Душі помилково ототожнюють себе з тілом, перебуваючи у вирі сансари, внаслідок минулих діянь (карма) і невідання (Авіда).
Звільнення душі, на думку Рамануджі, можливо завдяки ритуалам, запропонованим Ведами; вивченню Веданти з подальшим навчанням, роздумами щодо природи Бога, людини, світу; практиці богопочитания, що складається з молитви, медитації і поклоніння Богові. При цьому Рамануджа, на відміну від Шанкари, вважав, що звільнена душа не стає Богом (Брахманом), вона лише може стати чимось на кшталт Йому. Таким чином він відкидає ідею повної тотожності між Богом і індивідуальними душами.
У адвайта-веданта Шанкарачар'ї звільнення означає повне стирання людського «я», у Рамануджи, в його вішішта-адвайти, вільне «я» живе у вічному спілкуванні з Богом.
Рамануджа вважав, що кожна людина, незалежно від кастового походження та соціального стану може слідувати шляхом мокші, це зробило його вчення дуже популярним в Індії протягом багатьох століть. Послідовникам Рамануджі, найяскравішим з яких був Ведантадешіка (13-14 ст.), належить дуже значна за обсягом філософська спадщина і вплив на бхакт 14-15 ст, серед яких Свамі Рамананда і його послідовники — Кабір, Даду і Тусідас.